# Legião Armênia
A Legião Armênia (em alemão:  Armenische Legion; em armênio/arménio:  Հայկական լեգիոն) foi uma unidade militar do exército alemão durante a Segunda Guerra Mundial. Consistia principalmente de armênios soviéticos, que queriam lutar contra os russos por uma Armênia independente e comandada pelo general Drastamat Kanayan.

## 812º Batalhão

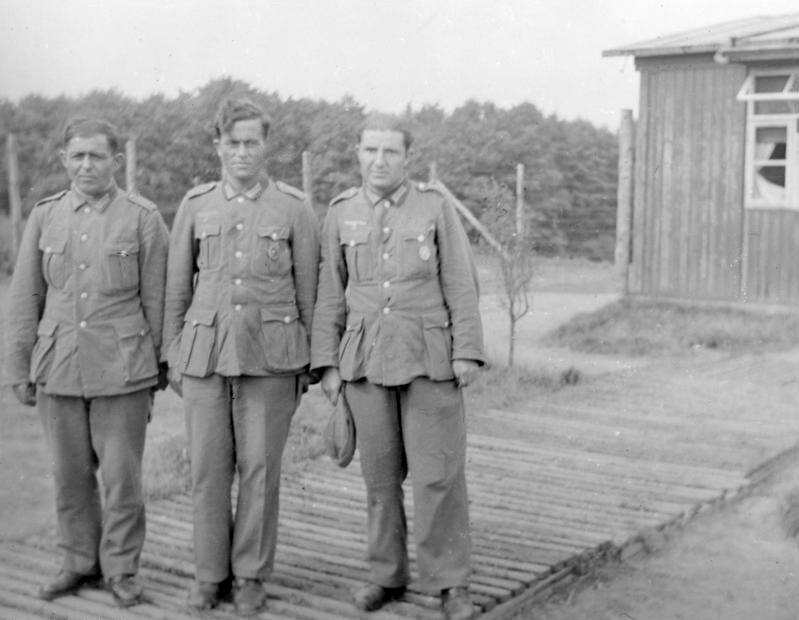
Soldados armênios

A efêmera República da Armênia, estabelecida em 1918, foi ocupada pelos bolcheviques russos em 1920 e incorporada logo depois à União Soviética. Isso foi algo com o qual os membros do partido político da Federação Revolucionária Armênia/Dashnak (FRA) nunca se reconciliaram, pois muitos deles foram presos, mortos ou expulsos pelas autoridades soviéticas.
Em 1942, a fim de combater as políticas anti-armênios da Turquia, vários Dashnaks entraram em negociações com Berlim e relutantemente concordaram em participar da formação de uma legião militar. Essa foi uma medida, porém, oficialmente repudiada pelos órgãos partidários da FRA.
A maioria dos soldados do 812º Batalhão eram prisioneiros de guerra provenientes do Exército Vermelho, que optaram por lutar pelo exército alemão em vez de enfrentar as condições brutais dos campos de prisioneiros de guerra nazistas, embora vários de veteranos armênios que fugiram para os Estados Unidos após a Primeira Guerra Mundial também voltaram para a Europa para se juntar ao batalhão. O comando da unidade foi dado ao ex-Ministro da Defesa da Armênia, general Drastamat Kanayan. Kanayan estava entre a minoria de voluntários que se ofereceu, na esperança de libertar a Armênia soviética do controle de Moscou.

## Perspectiva nazista
Apesar da Alemanha Nazi reconhecer os armênios como um povo ariano, Adolf Hitler pessoalmente não confiava neles, e como resultado o batalhão armênio estava estacionado principalmente na Holanda. Falando sobre as unidades militares dos povos soviéticos, Hitler disse: "Não sei sobre esses georgianos. Eles não pertencem aos povos turcos... Eu considero apenas os muçulmanos confiáveis... Todos os outros eu considero não confiáveis. Por enquanto considero a formação desses batalhões de povos puramente caucasianos muito arriscada, mas não vejo nenhum perigo no estabelecimento de unidades puramente muçulmanas... Apesar de todas as declarações de Rosenberg e dos militares, também não confio nos armênios."
O Ministro dos Territórios Ocupados e Teórico Racial Alfred Rosenberg declarou que os armênios eram indo-europeus, ou arianos, e assim eles foram imediatamente sujeitos ao recrutamento.